# Moje drugie ja (serial telewizyjny)
Moje drugie ja (ang. My Secret Identity, 1988–1991) – kanadyjski serial przygodowy science-fiction stworzony przez Freda Foxa, Jr. i Briana Levanta. W serialu występują Jerry O’Connell i Derek McGrath.

## Emisja
Jego światowa premiera odbyła się 9 października 1988 r. na kanale CTV. Ostatni odcinek został wyemitowany 25 maja 1991 r. W Polsce serial nadawany był dawniej na kanale RTL 7.

## Obsada
- Jerry O’Connell jako Andrew Clements (wszystkie 72 odcinki)[2]
- Derek McGrath jako dr Benjamin Marion Jeffcoate (72 odcinki)
- Christopher Bolton jako Kirk Stevens (1989-1991: 43 odcinki)
- Marsha Moreau jako Erin Clements (72 odcinki)
- Wanda Cannon jako Stephanie Clements (72 odcinki)
- Elizabeth Leslie jako Ruth Schellenbach (22 odcinki)
- Gillian Steeve jako on sam (3 odcinki)
- Robert Haiat jako Jeff (3 odcinki)
- Elissa Mills jako Nicole (3 odcinki)
- Joanne Vannicola jako Cassie Martin (3 odcinki)
- Sean Roberge jako Tony (2 odcinki)
- Nicholas Shields jako Nick (2 odcinki)
- Michael Kirby jako Kyle Buchanon (2 odcinki)
- Warren Van Evera jako Pops (2 odcinki)
- J. Winston Carroll jako p. Quigley (2 odcinki)
- Murray Cruchley jako Richard (2 odcinki)
- Michèle Duquet jako ona sama (2 odcinki)